# 아더라이프
《아더라이프》(영어: OtherLife)는 2017년 개봉한 벤 C. 루카스 감독의 SF 영화이다.

## 줄거리
'렌(제시카 드 고 분)'은 함께 스쿠버다이빙을 하던 동생이 사고로 뇌사에 빠지자 인간의 기억이자 경험을 조작할 수 있는 소프트웨어 아더라이프 개발에 매진하게 된다. '렌'은 아더라이프 프로그램을 통해 동생을 되살리려 한다.

## 출연진
- 제시카 드 고 - 렌 아마리 역
- T.J. 파워 - 샘 역
- 토마스 코쿼렐 - 대니 역
- 아담 T 퍼킨스
- 리암 그레이엄
- 스티브 터너
- 매기 메이어